# Ка деј Бјанки (Верчели)
Ка деј Бјанки је насеље у Италији у округу Верчели, региону Пијемонт.
Према процени из 2011. у насељу је живело 12 становника. Насеље се налази на надморској висини од 785 м.